# 瞿曾澤
瞿曾泽（1884年—？年），别号润初，江蘇省崇明縣人，中华民国法学家。

## 生平
東京中央大學法科卒業，浙江高等審判廳民庭長，上海臨時法院及上海法院推事，上海第二特區地方法院推事，東吳、法政、特志、大夏、復旦、上海法政學院等大學教授
1930年代前期，瞿曾泽、钟洪声、张正学、过守一、曹杰、李辛阳均为东吴大学法学院民法民诉法教授。
1933年1月12日、1935年1月12日，分别任国民政府立法院第三、四届立法委员，1942年3月18日免职。1931年12月，立法院指定立法委员刘克俊、史尚宽、郗朝俊、蔡瑄、罗鼎组织刑法起草委员会，草拟《刑法修正案》。此后又加派立法委员徐元诰、赵琛、盛振为、瞿曾泽等会同起草。1933年12月间完成了《刑法修正案初稿》，分两编48章345条。
还曾任上海震旦大学教授，居住在上海明德里。

## 著作
- 瞿曾泽，海商法講義，1911年
- 瞿曾泽，户籍法释义，上海：会文堂新记书局，1934年
- 瞿曾泽，强制执行法释义，上海：会文堂新记书局，1936年
  - 瞿曾泽，强制执行法释义（再版），上海：法学编译社，1937年